# AS Khroub
AS Khroub is een Algerijnse voetbalclub uit Constantine. De club is in 1927 opgericht. Van 2009 tot 2012 speelde de club in de Algerijnse hoogste klasse. In 2017 degradeerde de club naar de derde klasse en kon na twee seizoenen terugkeren.
USM Annaba ·
RC Arbaâ ·
OM Arzew · 
JSM Béjaïa · 
MO Béjaïa ·
A Bou Saâda ·
MC El Eulma ·
USM El Harrach ·
AS Khroub ·
Olympique Médéa ·
ASM Oran ·
RC Relizane ·
MC Saïda ·
JSM Skikda ·
DRB Tadjenanet ·
WA Tlemcen